# مذبحة بيلينا
تضمنت مذبحة بيلينا مقتل ما بين 48 و78 مدنياً على يد الجماعات شبه العسكرية الصربية في بيلينا في 1-2 أبريل 1992 أثناء حرب البوسنة. وكان غالبية القتلى من البشناق. كما قُتل أفراد من عرقيات أخرى، مثل الصرب الذين اعتبرتهم السلطات المحلية غير موالين لها. ارتكبت جريمةَ القتل جماعةٌ شبهُ عسكرية محلية تُعرف باسم التشيتنيك التابعين لميركو ومن قبل ميليشيا المتطوعين الصرب SDG (المعروفة أيضًا باسم نمور أركان)، وهي مجموعة شبه عسكرية مقرها صربيا بقيادة زيلكو رازناتوفيتش (المعروف أيضًا باسم أركان). كانت أهداف التنمية المستدامة تحت قيادة الجيش الشعبي اليوغوسلافي JNA، الذي كان يسيطر عليه الرئيس الصربي سلوبودان ميلوسيفيتش.
في سبتمبر 1991، أعلن الصرب البوسنيون إقليمًا صربيًا يتمتع بالحكم الذاتي وعاصمته بيلينا. في مارس 1992، أُجرِي الاستفتاء البوسني على الاستقلال بتأييد ساحق من البشناق والكروات البوسنيين، على الرغم من أن صرب البوسنة قُوطعوا أو منعوا من التصويت من قبل سلطات صرب البوسنة. وقد أُنشِأت مجموعة شبه عسكرية محلية سيئة التنظيم من الرابطة الوطنية البوسنية استجابةً لإعلان صرب البوسنة. في 31 مارس استفزّ الصرب المحليون وميليشيا المتطوعين الصرب الرابطةَ الوطنيةَ في بيلينا للقتال. في 1-2 أبريل، استولى ميليشيا المتطوعين الصرب والجيش الشعبي اليوغوسلافي على بيلينا دون مقاومة تُذكر. وتَبِعَ ذلك جرائم قتل واغتصاب ومُداهمة منازل وسلب. وصف المؤرخ البروفيسور إريك ويتز من كلية مدينة نيويورك هذه الأعمال بأنها إبادة جماعية. خلص البروفيسور مايكل سيلز من جامعة شيكاغو إلى أنه تم إجراؤها لمحو التاريخ الثقافي للشعب البوسني في بيلينا.
حوالي 3 أبريل، قامت القوات الصربية بنقل جثث الذين ذبحوا تحسبا لوصول وفد حكومي بوسني مكلف بالتحقيق في ما حدث. تمكنت المحكمة الجنائية الدولية ليوغوسلافيا السابقة (ICTY) ومكتب المدعي العام لجرائم الحرب الصربي من التحقق من ما بين 48 و78 حالة وفاة. وثّقت التحقيقات التي أعقبت الحرب مقتل ما يزيد قليلاً عن 250 مدنياً من جميع الأعراق في بلدية بيلينا أثناء الحرب. بعد المجزرة، تم تنفيذ حملة تطهير عرقي جماعي ضد غير الصرب، وهدمت جميع المساجد، وتم إنشاء تسعة معسكرات اعتقال. لم يُدرج العديد من القتلى في بيلينا رسميًا كضحايا حرب مدنيين وتزعم شهادات الوفاة أنهم «ماتوا لأسباب طبيعية».
اعتبارًا من ديسمبر 2014 لم تحاكم المحاكم المحلية أي شخص على جرائم القتل، ولم تتم مقاضاة أي من أعضاء ميليشيا المتطوعين الصرب على أي جرائم نفذتها الوحدة في بيليينا أو في أي مكان آخر في كرواتيا أو البوسنة والهرسك. وجهت المحكمة الجنائية الدولية ليوغوسلافيا السابقة لائحة اتهام إلى ميلوسيفيتش ووجهت إليه تهمة تنفيذ حملة إبادة جماعية شملت بيليينا وأماكن أخرى، لكنه توفي أثناء المحاكمة. أدين زعماء جمهورية صرب البوسنة، بيليانا بلافسيك ومومشيلو كراجيشنيك، بالترحيل والنقل القسري في التطهير العرقي الذي أعقب المذبحة. وأدين رادوفان كاراديتش، الرئيس السابق لجمهورية صرب البوسنة، بارتكاب مذبحة وجرائم أخرى ضد الإنسانية في بيليينا. في نهاية الحرب، كان أقل من 2700 من البشناق لا يزالون يعيشون في البلدية من بين 30000 نسمة قبل الحرب. يحتفل الصرب في بييلجينا بيوم 1 أبريل «يوم الدفاع عن المدينة»، وتم تسمية شارع في المدينة باسم ميليشيا المتطوعين الصرب.

## خلفية
وفقًا لتعداد عام 1991، بلغ عدد سكان بلدية بيلينا حوالي 97000 نسمة. كانت النسب السكانية نحو 59% صرب البوسنة، و31% البشناق و10% ينتمون إلى أعراق أخرى. كانت مدينة بيلجينا نفسها تضم 36414 نسمة، 19024 منهم من البشناق (أو 52% من سكان المدينة)، بينما كان الصرب ثاني أكبر مجموعة عرقية في المدينة.
وخلال عام 1990، مجموعة من الصرب الجيش الشعبي اليوغوسلافي و (الجيش الشعبي اليوغوسلافي) ضباط وخبراء من قسم العمليات النفسية في الجيش الشعبي اليوغوسلافي وضعت خطة رام.(1) بقصد تنظيم الصرب خارج صربيا، وتعزيز السيطرة على الحزب الديمقراطي الصربي (SDS) وإعداد الأسلحة والذخيرة.  في عامي 1990 و1991، أعلن الصرب في كرواتيا والبوسنة والهرسك عددًا من الأقاليم الصربية المتمتعة بالحكم الذاتي بقصد توحيدها فيما بعد في إقليم صربي متجانسة. وقت مبكر من سبتمبر أو أكتوبر 1990، بدأ الجيش الشعبي اليوغوسلافي بتسليح صرب البوسنة وتنظيمهم في الميليشيات.  نفس العام، قام الجيش الشعبي اليوغوسلافي بنزع سلاح قوة الدفاع الإقليمية لجمهورية البوسنة والهرسك (TORBiH).  بحلول مارس 1991، وزع الجيش الشعبي اليوغوسلافي ما يقدر بـ 51900 سلاح ناري على القوات شبه العسكرية الصربية و23298 قطعة سلاح ناري على الحزب الديمقراطي الصربي. طوال عام 1991 وأوائل عام 1992، قام الحزب الديمقراطي الصربي بصربانية بقوة الشرطة من أجل زيادة السيطرة السياسية الصربية. في سبتمبر 1991، أسس الصرب البوسنيون مدينة بيلينا كعاصمة للإقليم الصربي المتمتع بالحكم الذاتي في شمال البوسنة، والذي أعيد تسميته لاحقًا في نوفمبر باسم إقليم سيمبريجا الصربي المتمتع بالحكم الذاتي، والذي أعيد تسميته مرة أخرى في ديسمبر باسم «إقليم سيمبرييا الصربي المستقل. و Majevica».  وردا على ذلك، أنشأ البشناق المحليون الرابطة الوطنية شبه العسكرية للبوسنة والهرسك، واختصارها إلى الرابطة الوطنية.
في يناير 1992، أعلن مجلس الحزب الديمقراطي الصربي "جمهورية الصرب في البوسنة والهرسك" وأعلن رادوفان كاراديتش، رئيسها الذي سيصبح قريبًا، أن "البوسنة والهرسك الموحدة لم تعد موجودة".  في مارس، مر الاستفتاء البوسني على الاستقلال بتأييد ساحق من البشناق والكروات البوسنيين، بعد أن قاطعه معظم صرب البوسنة. زعم الحزب الديمقراطي الصربي أن الاستقلال سيؤدي إلى أن يصبح الصرب "أقلية وطنية في دولة إسلامية"، وقد استخدمت وحدات مسلحة غير نظامية لمنع تسليم صناديق الاقتراع، وألقت منشورات تشجع على المقاطعة. الرغم من ذلك، شارك الآلاف من الصرب في المدن الكبرى في الاستفتاء وصوتوا لصالح الاستقلال، واندلعت العديد من حوادث العنف في جميع أنحاء البوسنة والهرسك. وفقًا للمؤرخ نويل مالكولم ، فإن "الخطوات التي اتخذها كاراديتش وحزبه - [مُعلنًا الصرب]" مناطق الحكم الذاتي"، وتسليح السكان الصرب، والحوادث المحلية الصغيرة، والدعاية المستمرة، وطلب حماية الجيش الفيدرالي - تطابق بالضبط ما تم إنجازه في كرواتيا. قلة من المراقبين يمكن أن يشكوا في أن خطة واحدة كانت قيد التنفيذ.  كانت بيلينا ذات أهمية إستراتيجية بسبب موقعها، مما أتاح سهولة حركة الأفراد العسكريين والأسلحة والبضائع إلى بوسافينا وكراجينا البوسنية حيث تم تجميع القوات الصربية.

## الاستفزاز والاستيلاء والمجازر
زيليكو راينتوفيتش («أركان») قائد ميليشيا المتطوعين الصرب أمضى شهر في بيليينا في وضع خطط قتالية قبل الهجوم. في 30 مارس 1992 أعلن بلاغوي أدجيتش رئيس الأركان الصربي البوسني في جيش يوغوسلافيا الشعبي أن الجيش «مستعد لحماية الصرب من العدوان السافر». اندلع القتال في بيليينا في 1 أبريل بعد أن ألقى الصرب المحليون وأفراد ميليشيا المتطوعين الصرب قنابل يدوية على المحلات التجارية بما في ذلك مقهى يملكه البوشناق مما دفع الرابطة الوطنية سيئة التنظيم إلى صراع مسلح. شارك حوالي ألف من أعضاء ميليشيا المتطوعين الصرب وشيتنيك التابعين لميركو وهو تشكيل شبه عسكري بقيادة ميركو بلاغوجيفيتش واستولوا على مناطق مهمة في المدينة. وفقا للصحافي والمحلل السياسي ميلوش فاسيتش فقد دافع 35 أو 38 من رجال الشرطة البوسنيين عن بييلينا. وفقا للمحكمة الجنائية الدولية ليوغوسلافيا السابقة كانت بيلينا «أول بلدية في البوسنة والهرسك استولى عليها صرب البوسنة والهرسك في عام 1992». على الرغم من الأنشطة الموالية للصرب التي قامت بها جيش يوغوسلافيا الشعبي خلال حرب الاستقلال الكرواتية يعتقد رئيس رئاسة البوسنة والهرسك علي عزت بيغوفيتش على ما يبدو أن جيش يوغوسلافيا الشعبي سوف يتصرف بشكل مختلف في البوسنة والهرسك وطلب من جيش يوغوسلافيا الشعبي الدفاع عن بيلينا ضد ميليشيا المتطوعين الصرب.
في 1 - 2 أبريل 1992 حاصرت المدينة قوات جيش يوغوسلافيا الشعبي ظاهريا لحفظ السلام. طبقا لهيومن رايتس ووتش اتخذ الصرب شبه العسكريين الذين يرتدون أقنعة مواقع في جميع أنحاء المدينة بما في ذلك مواقع القناصين في النوافذ في الطابق العلوي من المباني. بمواجهة القليل من المقاومة فإن ميليشيا المتطوعين الصرب تحت قيادة جيش يوغوسلافيا الشعبي وتقديم التقارير مباشرة إلى الرئيس الصربي سلوبودان ميلوسيفيتش استولوا على بييلينا بسرعة. قصفت وحدات المدفعية البلدة بالتنسيق مع قتال الشوارع. طبقا للمصور الصحفي رون هافيف فإن القوات الصربية هي التي بدأت الضربات حيث وصلت عدة حافلات محملة بالجنود إلى المدينة واستولت على محطة الإذاعة وأجبرت الصرب المحليين على الكشف عن هويات سكان المدينة من غير الصرب. مجموعة شبه عسكرية بقيادة ليوبيشا «موزر» سافيتش الذي كان مؤسس ميليشيا المتطوعين الصرب شاركت أيضا في الهجوم أو وصلت بعد فترة وجيزة. بالتعاون مع ميليشيا المتطوعين الصرب بدأوا حملة عنف ضد البوشناق المحليين وبعض السكان الصرب وارتكبوا عدة عمليات اغتصاب وقتل وقاموا بتفتيش منازل السكان ونهب ممتلكاتهم. في وقت لاحق كلف الرئيس البوسني عزت بيغوفيتش جيش يوغوسلافيا الشعبي باحتلال بيلينا ووقف العنف. في محاكمة كاراديتش شهد العمدة السابق لبييلينا شفيجيتين سيميتش بأن القتال الحقيقي الوحيد الذي وقع في المدينة في الفترة من 1 إلى 2 أبريل وقع حول مستشفى المدينة حيث وقعت معظم الوفيات.
مع تقدم القتال أنشأ ميليشيا المتطوعين الصرب وصرب البوسنة والهرسك وزارة الداخلية في جمهورية صرب البوسنة وهي قوة شرطة صربية مستقلة. وفقا لمنظمة هيومن رايتس ووتش فإن نمط من العنف يغذيه «السعي لإنشاء صربيا الكبرى» تطور في بيلينا والذي تكرر لاحقا في بلديات أخرى في شمال شرق البوسنة والهرسك من قبل مجموعات شبه عسكرية مماثلة من صربيا. وقد وصفت لجنة خبراء الأمم المتحدة هذا النمط بالعبارات التالية:
العدد الدقيق للقتلى في عملية الاستيلاء غير معروف. قدرت عدة مصادر الرقم في أي مكان بين عدة عشرات وألف. وفقا للمحكمة الجنائية الدولية ليوغوسلافيا السابقة قُتل ما لا يقل عن 48 مدني من بينهم 45 من غير الصرب. حوالي 3 أبريل أمر شرطي محلي بحراسة محلب كان ينتشل الجثث من شوارع ومنازل البلدة. كانت عمليات القتل انتقائية بهدف محو التاريخ الثقافي وشملت «القادة السياسيين ورجال الأعمال وغيرهم من البوشناق البارزين» ولكنها شملت أيضا النساء والأطفال. كما قُتل عدد من الصرب الذين حاولوا وقف المجزرة. وذكر تحقيق أجرته المحكمة الجنائية الدولية ليوغوسلافيا السابقة لاحقا أن الضحايا أصيبوا «في الصدر أو الفم أو الصدغ أو مؤخرة الرأس وبعضهم من مسافة قريبة» وأن أيا منهم لم يكن يرتدي زي عسكري. وفقا للمؤرخ البروفيسور إريك د. ويتز من كلية مدينة نيويورك فإن قتل البوشناق في بييلينا كان عمل من أعمال الإبادة الجماعية. كانت الأعمال ضد المدنيين في بيلينا وتلك التي نفذتها جيش يوغوسلافيا الشعبي والقوات الخاصة التي تلتها محاولة لترهيب الحكومة البوسنية والجمهور العام وتحويلهما عن سعيهما للاستقلال.
شهد هافيف الذي دعاه أركان لالتقاط صور فوتوغرافية عمليات القتل ونُشرت لاحقا إحدى صوره التي تصور عضو في ميليشيا المتطوعين الصرب يركل امرأة بوسنية تحتضر مما دفع أركان إلى إصدار مذكرة إعدام بحق هافيف. في غضون ذلك أفادت شبكة راديو بلغراد الصربية المملوكة للدولة أن بيلينا قد «تحررت» بمساعدة «أعضاء من الحرس الوطني الصربي في سيمبريا وماييفيتشا بالتعاون مع متطوعين صربيين ورجال أركان والمتطرفين الصرب».

## تحقيق الوفد البوسني والرد
أمرت القوات الصربية بنقل جثث القتلى تحسبا لوصول وفد من كبار المسؤولين البوسنيين في 4 أبريل. وضم الوفد بيليانا بلافشيتش ممثلة صربية عن هيئة الرئاسة وفكرت عبديتش ممثل بوسني ووزير الدفاع الكرواتي جيركو دوكو ورئيس أركان المنطقة العسكرية الثانية لجيش يوغوسلافيا الشعبي الفريق أول دوبراشين براشيفيتش. تم إرسالهم من قبل عزت بيغوفيتش لغرض التحقيق في الفظائع المزعومة. في نفس اليوم انتقل جيش يوغوسلافيا الشعبي إلى بييلينا لكن العنف استمر. في 4 أبريل رسخت ميليشيا المتطوعين الصرب نفسها في المقر المحلي للحزب. انضمت الشرطة المحلية التي كانت منخرطة في اعتقال رئاسة حزب العمل الديمقراطي في المدينة إلى هؤلاء لعدة أيام وكذلك فعل أعضاء جماعة النسور البيضاء شبه العسكرية وأعضاء الدفاع الإقليمي المحلي. رفعت أعلام الصرب على مسجدين في بيلينا وأقيمت نقاط تفتيش وحواجز على الطرق لمنع الصحفيين والمراقبين الأوروبيين من الدخول. زار الوفد طاقم إدارة الأزمات وثكنة عسكرية حيث تم إطلاعهم على الوضع.
خلال الزيارة طلبت بلافشيتش أن ينقل أركان السيطرة على بيليينا إلى جيش يوغوسلافيا الشعبي. رفض أركان مشيرا إلى أعمال غير مكتملة وقال إنه سيستهدف بوسانسكي برود بعد ذلك. بالتالي سحبت بلافشيتش طلبها وأثنت على أركان لحماية صرب بييلينا من البوشناق ووصفته ب«البطل الصربي.. الذي كان على استعداد للتضحية بحياته من أجل شعبه» مضيفة «نحتاج إلى مثل هؤلاء». ثم شكرت أركان وقبلته في الأماكن العامة ورد عليه الأعضاء المحليون في الحزب الديمقراطي الصربي بصيحات الموافقة. في محادثة مع سيدريك ثورنبيري ممثل قوة الحماية التابعة للأمم المتحدة وصفت بيلينا بأنها مدينة «محررة». في البداية أعيد عبديتش بتهديد السلاح لكنه تمكن فيما بعد من الدخول. ثم احتجزه أركان حتى وصلت بلافشيتش لإطلاق سراحه. يتذكر قائلا: «كانت بيلينا فارغة عمليا. التقيت بالسلطات المحلية وأخبروني بما حدث لكن لم يكن هناك مسلم واحد لذلك لم نتمكن من مناقشة المشكلة ككل. المسلمون لم يردوا على استئنافنا. كانوا خائفين للغاية بشكل خاص من الحديث عن ذلك على الإطلاق». أفاد الفريق سافا يانكوفيتش قائد الفيلق السابع عشر التابع لجيش يوغوسلافيا الشعبي بما يلي:
توقع أنه «في الأيام التالية من المتوقع حدوث مزيد من التدهور في الوضع الأمني والسياسي برمته. وهناك خطر من انتشار النزاعات العرقية في بوسافينا وسمبريا إلى أجزاء أخرى من منطقة المسؤولية ... استفزازات مسلحة مباشرة من الممكن أيضا أن يقوم بها حزب العمل الديمقراطي والاتحاد الديمقراطي الكرواتي ووحدات الحزب الديمقراطي الصربي شبه العسكرية ضد الأوامر والوحدات بالإضافة إلى هجماتهم على المستودعات العسكرية والمنشآت المعزولة.» في نفس اليوم وزير الدفاع البوسني أيوب يانيتش حث أعضاء الكروات في الحكومة الائتلافية عزت بيغوفيتش على حشد قوة الدفاع الإقليمي لجمهورية البوسنة والهرسك بسبب عدم قدرة جيش يوغوسلافيا الشعبي على وقف العنف. وصف عزت بيغوفيتش الصور الخارجة من بيلينا بأنها «لا تصدق» وأوضح «اعتقدت أنه كان تركيبا للصور. لم أصدق عيني. لم أصدق أنه كان ممكنا ما حدث». حشد عزت بيغوفيتش الدفاع الإقليمي في وقت لاحق من ذلك اليوم من أجل «تمكين الناس من الدفاع عن أنفسهم». ندد الأعضاء الصرب في الرئاسة البوسنية بلافشيتش ونيكولا كوليفيتش التعبئة باعتبارها غير قانونية واستقالا. في 8 أبريل أعلن عزت بيغوفيتش «حالة خطر الحرب الوشيك». رفض جيش يوغوسلافيا الشعبي طلبات من الرئاسة البوسنية لإعادة أسلحة قوة الدفاع الإقليمي لجمهورية البوسنة والهرسك التي صادرتها في عام 1990. استخدم كارادزيتش وقيادة صرب البوسنة والهرسك أمر التعبئة الذي أصدره عزت بيغوفيتش كذريعة للاستقلال وحشدوا مقراتهم البلدية للأزمات ووحدات الشرطة الاحتياطية وقوات الدفاع الإقليمي.

## التطهير العرقي وتدمير المساجد والحجز
بقيت ميليشيا المتطوعين الصرب في بيلينا حتى مايو 1992 على الأقل. علق الفريق مانويلو ميلوفانوفيتش رئيس أركان جيش جمهورية صرب البوسنة على أنشطة أركان في بيليينا وزفورنيك في أبريل ومايو 1992: «تميزت عودة الوحدات التطوعية الصربية من جمهورية صرب البوسنة وجمهورية كرايينا الصربية من خلال تشكيلات طويلة تتكون من ناقلات جند ودبابات وعدد كبير من الشاحنات. كانت هذه علامة واضحة على النهب». خلصت المحكمة الجنائية الدولية ليوغوسلافيا السابقة إلى أن القوات الصربية قتلت ما لا يقل عن 52 شخص معظمهم من البوشناق بين أبريل وسبتمبر 1992 في بلدية بييلينا. في أبريل بدأت «حملة منظمة» لطرد السكان البوسنيين من بيلينا. وضع الحزب الديمقراطي الصربي في بيلينا خطة واقترح قتل عائلة بوسنية «على كل جانب من البلدة لخلق جو من الخوف». في 23 سبتمبر 1992 سلمت ميليشيا المتطوعين الصرب والتشتنيك من ميركو السيطرة على بيلينا إلى الحزب الديمقراطي الصربي ونفذت الخطة من قبل وحدة الشرطة الخاصة بدوسكو مالوفيتش. في 24 و 25 سبتمبر في قرية بوكريس تم إبعاد 22 شخص من بينهم سبعة أطفال من منازلهم ونقلهم إلى قرية بالاتون حيث قُتلوا وألقوا بهم في نهر درينا. يُشتبه في أنهم قتلوا على أيدي أفراد من الوحدة الخاصة بوزارة الشؤون الداخلية لجمهورية صرب البوسنة تحت إشراف الشرطة المحلية وأمن الدولة السابق. كانوا جميعا تحت القيادة المباشرة لميكو ستانيشيتش وزير الداخلية لجمهورية صرب البوسنة. تم ارتكاب تطهير عرقي جماعي وتم إنشاء تسعة معسكرات اعتقال في أعقاب المجزرة. تم تدمير جميع المساجد السبعة في بيلينا. تم تدميرها بشكل منهجي باستخدام المتفجرات تحت إشراف الشرطة والخبراء وبعد انهيارها تم إزالة البقايا بمعدات البناء العسكرية. زرعت الأشجار في مواقع المساجد السبعة.
تم إنشاء "لجنة الدولة للنقل الحر للسكان المدنيين" أو "لجنة تبادل السكان" وترأسها فويكان شوركوفيتش وهو رائد في ميليشيا المتطوعين الصرب وتضمنت فهود ماوزر. كان الغرض منه هو طرد جميع غير الصرب من بييلينا تماما. ادعى سوركوفيتش أن البوشناق غادروا طواعية وقال إن بييلينا كانت "أرض صربية مقدسة". وفقا له "بعد فترة وسع نواب الشعب [صرب البوسنة والهرسك] ميلان تيسليتش وفويو كوبريشانين اللجنة باسم نادي نواب [الحزب الديمقراطي الصربي] وفي وقت لاحق وافق برلمان صرب البوسنة والهرسك على اللجنة". أوضح أن "السفر [الطرد] تم على النحو التالي: كان من واجب اللجنة الحكومية للنقل المجاني للسكان المدنيين إبلاغ جهاز أمن الدولة في جمهورية صرب البوسنة والهرسك من هذا السفر. وهذه الأخيرة عن طريق الفاكس ستنقل ذلك إلى تلك الوزارة في جمهورية صربيا التي لها ولاية قضائية. سيحدث العبور [إلى هنغاريا] على نطاق واسع وضح النهار عند الظهر. تمت ترقية سوركوفيتش من قبل أركان إلى رتبة مقدم في عام 1995. أصبح فريق فهود ماوزر وحدة خاصة في جيش جمهورية صرب البوسنة. قُتل ماوزر عام 2000.

## محاكمة جرائم الحرب
لم تقدم المحاكم البوسنية أي لوائح اتهام تتعلق بارتكاب المذبحة بارتكاب جرائم حرب. في عام 2008 انتقد برانكو تودوروفيتش رئيس لجنة هلسنكي لحقوق الإنسان في بييلينا «الخمول» و«السلوك غير المقبول» للقضاء في جمهورية صرب البوسنة. ومع ذلك فمنذ عام 2003 كانت محاكمة جرائم الحرب تخضع في الغالب للاختصاص القضائي لمحكمة البوسنة والهرسك. في عام 2000 قامت مجموعة الأزمات الدولية بتسمية ثلاثة أفراد من بيلينا على أنهم «يحتمل أن يُتهموا بارتكاب جرائم حرب»:
- ميركو بلاغوجيفيتش: قاد الشيتنيك التابعين لميركو الذين شاركوا في الهجوم وفي التطهير العرقي لبيليينا. شغل منصب رئيس الحزب الراديكالي الصربي في بيلينا وهو الآن محام.
- فويكان شوركوفيتش: المشتبه به في إجبار المدنيين البوسنيين على «تسليم جميع أموالهم ومقتنياتهم الثمينة ووثائقهم والتوقيع على ممتلكاتهم». كما ورد أنه عمل مع الفهود وجماعات أخرى في «الطرد القسري للسكان المدنيين». قُبض عليه في نوفمبر 2005 لكن أطلق سراحه بعد أقل من شهر من حجزه.
- يوفان آيموفيتش: لعب دور رئيسي في المبادرة الأخيرة لطرد البوشناق من بيليينا قبل وقت قصير من توقيع اتفاقية دايتون في نوفمبر 1995. بحسب ما ورد استمر في طرد البوسنيين من منازلهم في أوقات السلم. أصبح فيما بعد أحد أفراد الشرطة في أويليفيك.

في عام 1997 وجهت المحكمة الجنائية الدولية ليوغوسلافيا السابقة سرا لائحة اتهام ضد أركان بارتكاب جرائم حرب في سانسكي موست في عام 1995 لكن ليس ضد أولئك الموجودين في بيليينا. في يناير 2000 قُتل في بهو فندق في بلغراد على أيدي مسلحين ملثمين ولم يُحاكم. في عام 1999 تم اتهام ميلوسيفيتش بتنفيذ حملة إبادة جماعية شملت بيلينا ومواقع أخرى في البوسنة والهرسك من بين تهم أخرى لكنه توفي في منتصف المحاكمة في مارس 2006. في فبراير 2000 اتُهم بلافشيتش ومومتشيلو كراجيشنيك رئيس برلمان جمهورية صرب البوسنة بنفس حملة الإبادة الجماعية في البوسنة والهرسك من بين تهم أخرى. في 2 أكتوبر 2002 أقرت بلافشيتش بالذنب في اضطهاد السكان غير الصرب في 37 بلدية في البوسنة والهرسك بما في ذلك بييلينا. تم إدخال هذا الالتماس بموجب اتفاق تضمن تحرك الادعاء لإسقاط التهم المتبقية. حُكم عليها فيما بعد بالسجن 11 عام. في 27 سبتمبر 2006 أدين كراجيشنيك في خمس تهم بارتكاب جرائم ضد الإنسانية بما في ذلك نفس التهمة التي اتهمت بها بلافشيتش فيما يتعلق باضطهاد السكان غير الصرب في البلديات بما في ذلك بييلينا لكنه وجد أنه غير مذنب بارتكاب الإبادة الجماعية. في عام 2009 حكم عليه بالسجن عشرين عام. بعد أن قضت ثلثي عقوبتها أطلق سراح بلافشيتش في أكتوبر 2009. تم الإفراج عن كراجيشنيك في أغسطس 2013 بعد أن أمضى ثلثي مدة عقوبته (بما في ذلك الوقت الذي أمضاه في الحجز).
في عام 2010 حقق مكتب المدعي العام في جرائم الحرب الصربية مع بوريسلاف بيليفيتش وهو عضو سابق في ميليشيا المتطوعين الصرب وعضو في برلمان جمهورية صرب البوسنة. تم إسقاط التحقيق في النهاية لعدم كفاية الأدلة. في عام 2012 قُبض على العضو السابق في ميليشيا المتطوعين الصرب سريكان غولوبوفيتش في بلغراد بناء على طلب مكتب المدعي العام. وجهت إلى غولوبوفيتش لائحة اتهام تتضمن أسماء 78 ضحية. قال المدعي العام كلينت ويليامسون إن الأعضاء الآخرين في ميليشيا المتطوعين الصرب لم يتم التعرف عليهم لأن وجوههم كانت مغطاة بأقنعة. اعتبارا من أكتوبر 2014 تم الانتهاء من المرافعات الختامية في محاكمة كاراديتش الرئيس السابق لجمهورية صرب البوسنة على المذبحة والإبادة الجماعية في سريبرينيتشا. من المتوقع أن تصدر المحكمة الجنائية الدولية ليوغوسلافيا السابقة حكم في قضية كاراديتش في الربع الأول من عام 2016.
اعتبارا من ديسمبر 2014 لم تتم مقاضاة أي عضو في ميليشيا المتطوعين الصرب على جرائم القتل أو الاغتصاب أو النهب المرتكبة في بيلينا أو أي من الجرائم التي يُزعم أنها ارتكبتها الوحدة في أماكن أخرى في كرواتيا أو البوسنة والهرسك.

## ما بعد الكارثة
سجل مركز الأبحاث والتوثيق في سراييفو ما مجموعه 1078 حالة وفاة في بلدية بييلينا أثناء الحرب من بينهم ما يقرب من 250 مدني من جميع الأعراق. لم يتم إدراج العديد من الوفيات في بيليينا رسميا كضحايا حرب مدنيين وتزعم شهادات الوفاة أنهم «ماتوا لأسباب طبيعية». بعد انتهاء الحرب كان أقل من 2700 شخص من السكان البوسنيين قبل الحرب والذين تجاوز عددهم 30.000 لا يزالون يعيشون في بلدية بييلينا (المدينة نفسها كان بها 19000 نسمة من البوشناق). واجه الكثيرون صعوبات في العودة إلى ديارهم بما في ذلك التمييز من قبل الشرطة وعدم تمكنهم من الحصول على بطاقة هوية أو إعادة توصيل خطوط هواتفهم. منعت السلطات المحلية المسلمين من إعادة بناء مسجد ولفترة من الزمن منعتهم من أن يكون لهم مكان اجتماع محلي خاص بهم. كما تم منع مشاركة البوسنيين الهادفة في السياسة وإدارة البلدية. اعتبارا من عام 2012 عاد 5000 بوسني إلى بييلينا.
في عام 2007 تم إنشاء لجنة الحقيقة في بيلينا بولاية مدتها أربع سنوات. عقدت جلستين علنيتين في عام 2008 ولكن بحلول مارس 2009 على الرغم من عدم حلها رسميا تم حل اللجنة فعليا عندما استقال غالبية أعضائها. تم الاستشهاد بعدد من العوامل كمساهمة في فشلها مثل إدراج قائد معسكر اعتقال باتكوفيتش في وفدها وموقفها القانوني المحدود والخلافات حول نطاق عمل اللجنة وضعف التمويل.
يحتفل الصرب المحليون في الأول من أبريل باعتباره «يوم الدفاع عن المدينة» وسمي شارع في المدينة حاليا باسم ميليشيا المتطوعين الصرب. في عام 2012 احتفلت منظمة المحاربين القدامى في بلدية بيلينا والمسؤولين البلديين وزعماء المدينة بهذه المناسبة قائلة إنه «في هذا اليوم تم تنظيم الشعب الصربي في سيمبيريا للدفاع ضد ياسينوفاك الجديد والفرقة الجبلية فافن الثالثة عشر إس إس هاندشار سيئة السمعة ومنعها».

## الهوامش
- 1 كانت خطة رام[الإنجليزية]، المعروفة أيضًا باسم عملية رام، أو خطة برانا، أو رامبارت-91 Rampart-91، عبارة عن خطة عسكرية تم تطويرها على مدار عام 1990 وتم الانتهاء منها في بلغراد، صربيا خلال اجتماع إستراتيجي عسكري في أغسطس 1991 من قبل مجموعة من كبار الضباط الصرب في الجيش الشعبي اليوغوسلافي (JNA) وخبراء من قسم العمليات النفسية بالجيش الشعبي اليوغوسلافي. كان هدفه تنظيم الصرب خارج صربيا، وتعزيز السيطرة على الأحزاب الديمقراطية الصربية (SDS)، وإعداد الأسلحة والذخيرة في محاولة لتأسيس دولة «يعيش فيها جميع الصرب مع أراضيهم معًا في نفس الولاية». تم تكليف مجموعة منفصلة من العملاء السريين وضباط الجيش بتنفيذ الخطة. ثم قام هؤلاء الأشخاص بالعديد من الإجراءات خلال الحروب اليوغوسلافية التي وصفت فيما بعد بأنها تطهير عرقي وإبادة وإبادة جماعية.

### الكتب والمجلات
- Allen، Beverly (1996). Rape Warfare: The Hidden Genocide in Bosnia-Herzegovina and Croatia. Ithaca: University of Minnesota Press. ISBN:978-0-8014-4158-5. مؤرشف من الأصل في 2021-02-17.
- Armatta، Judith (2010). Twilight of Impunity: The War Crimes Trial of Slobodan Milosevic. Durham: Duke University Press. ISBN:978-0-8223-9179-1. مؤرشف من الأصل في 2020-11-04.
- وكالة المخابرات المركزية (2002). Balkan Battlegrounds: A Military History of the Yugoslav Conflict, 1990–1995. Washington, D.C.: Office of Russian and European Analysis, Central Intelligence Agency. ج. 1.
- Bećirević، Edina (2014). Genocide on the Drina River. New Haven and London: Yale University Press. ISBN:978-0-300-19258-2. مؤرشف من الأصل في 2019-10-29.
- Bugajski، Janusz (1995). Ethnic Politics in Eastern Europe: A Guide to Nationality Policies, Organizations and Parties. Armonk: M. E. Sharpe. ISBN:978-1-56324-283-0. مؤرشف من الأصل في 2020-06-27.
- Calic، Marie–Janine (2012). "Ethnic Cleansing and War Crimes, 1991–1995". في Ingrao، Charles؛ Emmert، Thomas A. (المحررون). Confronting the Yugoslav Controversies: A Scholars' Initiative (ط. 2nd). West Lafayette: Purdue University Press. ص. 109–127. ISBN:978-1-55753-617-4. مؤرشف من الأصل في 2020-03-21.
- Cigar، Norman L.؛ Williams، Paul (2002). Indictment at the Hague: The Milosevic Regime and Crimes of the Balkan Wars. New York University Press. ISBN:978-0-8147-1626-7. مؤرشف من الأصل في 2016-04-29.
- Goldstein، Ivo (1999). Croatia: A History. London: C. Hurst & Co. ISBN:978-1-85065-525-1. مؤرشف من الأصل في 2019-12-04.
- Gow، James (2003). The Serbian Project and its Adversaries: A Strategy of War Crimes. London: C. Hurst & Co. ISBN:978-1-85065-646-3. مؤرشف من الأصل في 2020-10-03.
- Judah، Tim (2000). The Serbs: History, Myth and the Destruction of Yugoslavia. New Haven: Yale University Press. ISBN:978-0-300-08507-5. مؤرشف من الأصل في 2021-01-18.
- Kumar، Radha (1999). Divide and Fall?: Bosnia in the Annals of Partition. London and New York: Verso. ISBN:978-1-85984-183-9. مؤرشف من الأصل في 2022-12-12.
- Lukic، Rénéo؛ Lynch، Allen (1996). Europe From the Balkans to the Urals: The Disintegration of Yugoslavia and the Soviet Union. Oxford University Press. ISBN:978-0-19-829200-5. مؤرشف من الأصل في 2021-02-17.
- Magaš، Branka؛ Žanić، Ivo (2001). The War in Croatia and Bosnia-Herzegovina 1991–1995. London: Frank Cass. ISBN:978-0-7146-8201-3. مؤرشف من الأصل في 2020-05-22.
- Malcolm، Noel (1994). Bosnia: A Short History. New York: New York University Press. ISBN:978-0-8147-5520-4. مؤرشف من الأصل في 2020-07-30.
- Off، Carol (2010). The Ghosts of Medak Pocket: The Story of Canada's Secret War. New York: Random House. ISBN:978-0-307-37078-5. مؤرشف من الأصل في 2016-05-07.
- Ramet، Sabrina P. (2006). The Three Yugoslavias: State-Building and Legitimation, 1918–2005. Bloomington: Indiana University Press. ISBN:978-0-253-34656-8. مؤرشف من الأصل في 2020-10-03.
- Sells، Michael (1996). "Religion, History, and Genocide in Bosnia-Herzegovina". في Davis، G. Scott (المحرر). Religion and Justice in the War Over Bosnia. New York: Psychology Press. ص. 23–44. ISBN:978-0-415-91520-5. مؤرشف من الأصل في 2016-05-19.
- Silber، Laura؛ Little، Allan (1997). Yugoslavia: Death of a Nation. New York: Penguin Books. ISBN:978-0-14-026263-6.
- Subotić، Jelena (2012). "The Cruelty of False Remorse: Biljana Plavšić at the Hague". Southeastern Europe. BRILL. ج. 36 ع. 1: 39–59. DOI:10.1163/187633312X617011. ISSN:0094-4467. مؤرشف من الأصل في 2018-10-11.
- Thomas، Nigel (2006). The Yugoslav Wars (2): Bosnia, Kosovo, and Macedonia, 1992–2001. New York: Osprey Publishing. ISBN:978-1-84176-964-6. مؤرشف من الأصل في 2021-09-02.[وصلة مكسورة]
- Toal، Gerard؛ Dahlman، Carl T. (2011). Bosnia Remade: Ethnic Cleansing and Its Reversal. New York: Oxford University Press. ISBN:978-0-19-973036-0. مؤرشف من الأصل في 2020-08-12.
- Totten، Samuel؛ Bartrop، Paul R. (2008). Dictionary of Genocide. ABC-CLIO. ج. II. ISBN:978-0-313-34642-2. مؤرشف من الأصل في 2016-06-23.
- Velikonja، Mitja (2003). Religious Separation and Political Intolerance in Bosnia-Herzegovina. College Station: Texas A&M University Press. ISBN:978-1-58544-226-3. مؤرشف من الأصل في 2014-09-25.
- Weitz، Eric D. (2003). A Century of Genocide: Utopias of Race and Nation. Princeton: Princeton University Press. ISBN:978-0-691-00913-1. مؤرشف من الأصل في 2021-08-30.

### مقالات إخبارية
- Amanpour، Christiane (1 يونيو 1997). Arkan: Part 2 – From Bijeljina to Infamy (Documentary). سي إن إن. مؤرشف من الأصل في 2016-03-04. I mean, to take Bijeljina was nothing actually. Bijeljina was defended by something like 35 or 38 Bosnian police officers. Bijeljina was an undefended city.
- "Arkan's Balkan 'Tigers' escape accountability". Al Jazeera. 9 ديسمبر 2014. مؤرشف من الأصل في 2020-08-05.
- "Biljana Plavsic: Serbian Iron Lady". BBC. 27 فبراير 2003. مؤرشف من الأصل في 2019-09-10.
- "Bosnian Serbs welcome released war criminal Momcilo Krajisnik home as a hero". Fox News. 30 أغسطس 2013. مؤرشف من الأصل في 2013-09-01.
- Dzidic، Denis؛ Ristic، Marija؛ Domanovic، Milka؛ Collaku، Petrit؛ Milekic، Sven (8 ديسمبر 2014). "Arkan's Paramilitaries: Tigers Who Escaped Justice". Balkan Insight. مؤرشف من الأصل في 2018-08-13.
- Erlanger، Steve (16 يناير 2000). "Suspect in Serbian War Crimes Murdered by Masked Gunmen". The New York Times. مؤرشف من الأصل في 2023-07-20.
- "Former Bosnian Serb Commander Killed". BBC. 8 يونيو 2000. مؤرشف من الأصل في 2018-11-16.
- Husejnovic، Merima (8 نوفمبر 2008). "Bijeljina's Strange Silence Over War Crimes". Balkan Investigative Reporting Network. مؤرشف من الأصل في 2016-03-04. اطلع عليه بتاريخ 2013-12-07.
- Rachel، Irwin (22 مارس 2013). "Karadzic Witness Pressed on Serb "Tigers"". Institute for War & Peace Reporting. مؤرشف من الأصل في 2014-08-30.
- Karabegović, Dženana (4 Apr 2012). "Sjećanje na zločine u Bijeljini" [Remembering the Crimes Committed in Bijeljina]. Radio Free Europe / Radio Liberty (بكرواتية صربيا). Archived from the original on 2016-03-04.
- Keane، David (2003). Arkan: Baby-faced Psycho (Documentary). قناة التاريخ التلفزيونية. ISBN:978-0-7670-6417-0.{{استشهاد بوسائط مرئية ومسموعة}}:  صيانة الاستشهاد: ref duplicates default (link)
- Kifner، John (24 يناير 2001). "A Pictorial Guide to Hell; Stark Images Trace the Balkans' Descent and a Photographer's Determination". The New York Times. مؤرشف من الأصل في 2023-07-20.
- "Ko uzima deo Cecine kuće?" [Who's Taking a Piece of Ceca's House?]. B92 (بكرواتية صربيا). 27 Oct 2011. Archived from the original on 2020-10-28.
- Little، Allan (17 سبتمبر 2008). "Karadzic's broken Bosnia remains". BBC. مؤرشف من الأصل في 2020-11-09.
- Musli, Emir (24 Sep 2011). "Zločin bez kazne" [Crime Without Punishment]. Deutsche Welle (بكرواتية صربيا). Archived from the original on 2013-12-11.
- Musli, Emir (2 Apr 2012). "Odbrana ili zločin?" [Defense or Crime?]. Deutsche Welle (بكرواتية صربيا). Archived from the original on 2012-11-29.
- Musli, Emir (26 Sep 2012). "Nekažnjeni zločin u Bijeljini" [Unpunished Crimes in Bijeljina]. Deutsche Welle (بكرواتية صربيا). Archived from the original on 2018-01-04.
- Musli, Emir (13 Mar 2013). "Dvadeset godina od rušenja bijeljinskih džamija" [Twenty Years Since the Destruction of Bijeljina's Mosques]. Deutsche Welle (بكرواتية صربيا). Archived from the original on 2013-03-21.
- Musli, Emir (16 Sep 2013). "Ubijeni prirodnom smrću" [The Dead of Natural Causes]. Deutsche Welle (بكرواتية صربيا). Archived from the original on 2017-03-23.
- Pazarac, Sadik (8 Aug 2010). "Kako su se mijenjali nazivi ulica u Bijeljini" [How the Names of Streets Have Changed in Bijeljina]. Radio Free Europe / Radio Liberty (بكرواتية صربيا). Archived from the original on 2016-03-04.
- "Pojedinačan popis broja ratnih žrtava u svim općinama BiH" [Detailed Census of War Fatalities in All Municipalities of Bosnia and Herzegovina]. Prometej (بكرواتية صربيا). 27 Feb 2013. Archived from the original on 2021-02-24.
- Ristic، Marija (2 أكتوبر 2012). "Belgrade DJ Investigated For War Crimes". Balkan Insight. مؤرشف من الأصل في 2016-08-16.
- "Sjećanje na početak aprila 1992. godine: Bijeljina slavi zločine" [Remembering the Beginning of April 1992: Bijeljina Celebrates Crimes] (بكرواتية صربيا). Dnevni Avaz. 2 Apr 2012. Archived from the original on 2023-04-19.[وصلة مكسورة]
- Sudetic، Chuck (5 أبريل 1992). "Bosnia Calls Up Guard and Reserve". The New York Times. مؤرشف من الأصل في 2023-07-20.
- Sudetic، Chuck (18 يوليو 1994). "More 'Ethnic Cleansing' by Serbs Is Reported in Bosnia". The New York Times. مؤرشف من الأصل في 2023-07-20.
- Sudetic، Chuck (3 سبتمبر 1994). "Serb Gang Expels 566 Muslims From Their Homes in Bosnia". The New York Times. مؤرشف من الأصل في 2023-07-20.
- Sudetic، Chuck (5 سبتمبر 1994). "Serbs Drive 800 More Muslims From Homes". The New York Times. مؤرشف من الأصل في 2023-07-20.
- Sudetic، Chuck (20 سبتمبر 1994). "Serbs Step Up Violence Against Bosnian Muslim Civilians". The New York Times. مؤرشف من الأصل في 2023-07-20.
- Sudetic، Chuck (30 أغسطس 1994). "Bosnian Serbs Force More Than 2,000 Muslims to Leave Their Homes". The New York Times. مؤرشف من الأصل في 2023-07-20.
- Traynor، Ian (27 أكتوبر 2009). "Leading Bosnian Serb war criminal released from Swedish prison". The Guardian. مؤرشف من الأصل في 2021-01-24.
- "Witness to Balkans bloodshed". BBC. 24 مايو 2001. مؤرشف من الأصل في 2020-10-23.